# Lacoon
Ne doit pas être confondu avec Laocoon.
Lacoon est un personnage légendaire présent dans plusieurs récits de la mythologie grecque.

## Ascendance
Il est un fils bâtard du roi Porthaon de Calydon et d'une servante. Il est donc le demi-frère d’Œnée. 

## Quête de la Toison d'or
Selon Apollonios de Rhodes et Hygin, il fut l'un des Argonautes.

## Sources
1. ↑  « Apollonius de Rhodes : Argonautiques : Préface. », sur remacle.org (consulté le 5 mars 2022)
2. ↑  « bibliotheca Augustana », sur www.hs-augsburg.de (consulté le 5 mars 2022)